# Sibiu Cycling Tour
El Sibiu Cycling Tour és una cursa ciclista que es disputa a Romania, concretament a la província de Sibiu. La cursa es creà el 2011 ja formant part de l'UCI Europa Tour.

## Palmarès
| Any  | Vencedor           | Segon               | Tercer               |
| ---- | ------------------ | ------------------- | -------------------- |
| 2011 | Alessio Marchetti  | Oleksandr Xeidik    | Sascha Weber         |
| 2012 | Víctor de la Parte | Matija Kvasina      | Artem Topchanyuk     |
| 2013 | Davide Rebellin    | Matija Kvasina      | Constantino Zaballa  |
| 2014 | Radoslav Rogina    | Davide Rebellin     | Primož Roglič        |
| 2015 | Mauro Finetto      | Davide Rebellin     | Serghei Tvetcov      |
| 2016 | Nikolai Mikhàilov  | Francesco Gavazzi   | Alex Turrin          |
| 2017 | Egan Bernal        | Colin Stüssi        | Valentin Baillifard  |
| 2018 | Iván Sosa          | Alexey Rybalkin     | Aleksandr Vlàssov    |
| 2019 | Kevin Rivera       | Daniel Muñoz        | Radoslav Rogina      |
| 2020 | Gregor Mühlberger  | Patrick Konrad      | Matteo Badilatti     |
| 2021 | Giovanni Aleotti   | Fabio Aru           | Michal Schlegel      |
| 2022 | Giovanni Aleotti   | Harm Vanhoucke      | Cian Uijtdebroeks    |
| 2023 | Mark Donovan       | Lennert Van Eetvelt | Jakub Otruba         |
| 2024 | Florian Lipowitz   | Andreas Leknessund  | George Bennett       |
| 2025 | Matthew Riccitello | David de la Cruz    | Odd Christian Eiking |